# 58º Gr. IT
Il 58º Gr. IT è un'ex installazione militare statunitense-italiana situata prevalentemente nel territorio comunale di Cordovado e in parte in quello di Teglio Veneto, facente parte del 16º Reparto (poi 16º stormo) con sede nell'Aeroporto di Istrana. 

## Storia
Il sito, che si estende su un'area complessiva di 121.000 m² per l'area di lancio, e 70.000 per la logistica, fu utilizzato dal 1 agosto 1959 - data in cui venne ufficialmente inaugurato -  fino al 15 dicembre 2009 come deposito di munizioni nucleari dell'Esercito statunitense destinate in caso di conflitto con il Patto di Varsavia all'impiego da parte di reparti di artiglieria italiani,  contro un'invasione nemica attraverso la soglia di Gorizia.
Il 16 giugno 1987 il distaccamento americano ha lasciato definitivamente la base.
Il 58º Gruppo I.T dell'aeronautica militare, era composto da due siti: uno logistico ubicato a 1 km a sud di Cordovado e (sempre a 1 km) a nord-est di Suzzolins, e l'altro di controllo e lancio di missili antiaerei Nike Hercules con capacità nucleare ubicato sul confine con Teglio Veneto, non lontano dai Prati delle Pars. 
Il Gruppo era l'unità schierata più ad est del nord Italia tra i 12 Gruppi intercettori teleguidati operativi dell'Aeronautica.
A poco meno di 2 chilometri a sud del complesso, nel comune di Teglio Veneto, si trova la base "Site Castor"

### Usi futuri
L'area fu ceduta nel 2009 dal Demanio militare (ma ufficialmente chiusa il 2 giugno 2010) a quello civile.
Un decreto legge del 30 luglio 2020 ha autorizzato il trasferimento di alcuni beni demaniali alla regione Friuli, tra i quali l’ex base. Sempre nello stesso anno il comune di Cordovado ne ha approvato l’acquisizione, a titolo gratuito.   
Il primo marzo del 2025 è stata approvata una proposta d'intervento per la riqualificazione dell'ex sito logistico, essa prevedere la riqualificazione di un edificio come archivio e museo storico. 
Per l'ex area di controllo e lancio missili ubicata sul confine tra i due comuni non è ancora stato definito un piano preciso per la riqualificazione.  
Nel masterplan presente nella proposta d'intervento (esso è ancora da approvare) sarebbero previste inoltre le seguenti opere:  
- creazione, nell'area settentrionale ed orientale del sito, di un parco con attrezzature per il pic-nic, lo sport, e lo svago;
- la demolizione di vari edifici e la riqualificazione di altri per realizzare un centro di aggregazione giovanile, parcheggio, "cittadella dello sport" (spogliatoi e un ufficio per informazioni attività sportive), "cittadella della salute" (non specificato), un edificio per sedi di associazioni, e dei bagni pubblici.